# 英客字典
英客字典 (えいはくじてん、英語: English Hakka-Dictionary) は、台湾でゲリーノ・マルセカーノによって編集された英語-客家語辞書である。マルセカーノは、1955年から2000年まで台湾で奉仕したイタリアのカトリック宗教指導者で、国立台中科技大学はこの辞書をスキャンし、インターネット上でパブリックアクセスできるようにした。

## 中国語での命名
- 北京語 : 英客字典 (Yīngkè Zìdiǎn)
- 客家語 : 英客字典 (Yîn-hak Sṳ-tién)

## 編集
マルセカーノは中国語の専門家である。上海語を理解しており、中国上海の宗教活動でそれを流暢に使用している。 台湾に移住した後、彼は新竹で客家カトリック会衆に仕えた。そこでマルセカーノは客家語を学び、後に客家語-英語辞書を編集した。 
この辞書を編集する過程で、彼は地元客家の先生に助けられた。1959年にKuangchi Press / 光啟社出版 （現在のKuangchi Cultural Group）によって出版された 。辞書の原本は今老湖口天主教会に展示されている。

## 内容
この辞書には、約13,271のエントリ、約20,000のフレーズが含まれている 。
使われている方言は、台湾客家人でよく使われている四県方言である。